# Triphaenopsis punctisignata
Triphaenopsis punctisignata là một loài bướm đêm trong họ Noctuidae.